# Rush Team
Rush Team est un jeu de tir à la première personne développé par Roka en 2012. Le jeu est gratuit et se joue en ligne via un navigateur. 

## Aperçu
Le rôle du joueur est d'incarner un soldat d'infanterie qui peut affronter d'autres joueurs en équipe (mode Team Deathmatch) ou seul (mode Free For All). Le jeu se déroule dans des salles créées par l'utilisateur, où les joueurs peuvent fixer des restrictions sur les armes ou ajouter plusieurs terrains de jeu différents. En outre, les joueurs peuvent choisir de ne jouer qu'avec des amis dans des salles privées.
En septembre/octobre 2015, le jeu recevra une suite, Rush Team 2, qui remplacera le premier jeu en ligne. 